# Safonowo (stacja kolejowa)
Safonowo (ros. Сафоново) – stacja kolejowa w miejscowości Safonowo, w rejonie safonowskim, w obwodzie smoleńskim, w Rosji. Leży na linii Moskwa - Mińsk - Brześć.

## Historia
Stacja powstała w czasach carskich na drodze żelaznej moskiewsko-brzeskiej pomiędzy stacjami Durowo i Swiszczewo. Początkowo nosiła nazwę Dorogobuż.